# Барсенков, Александр Сергеевич
Алекса́ндр Серге́евич Барсенко́в (род. 26 декабря 1957, Москва) — советский и российский историк, специалист в области новейшей истории России. Доктор исторических наук (2001), профессор МГУ им. М. В. Ломоносова (2002), автор ряда учебных пособий, справочников и книг.

## Биография
В 1974 году поступил на исторический факультет МГУ, где обучался до 1979 года. Специализировался по кафедре истории СССР советского периода (ныне — отечественной истории XX — начала XXI веков).
После окончания аспирантуры, с сентября 1982 по лето 2013 года работал на историческом факультете. В 1983 году защитил кандидатскую диссертацию «Изучение истории советского общества в СССР (1945—1955)» (научный руководитель проф. М. Е. Найденов). В 1994 году в рамках учреждённой Европейским союзом образовательной программы «Tempus» стажировался в Европейском колледже (Брюгге) по проблематике европейской интеграции после окончания Холодной войны. В мае 2001 года защитил докторскую диссертацию «Реформы Горбачёва и судьба союзного государства (1985—1991)».
Читал лекционный курс «История советского общества. 1917—1991 гг.», разработал новые курсы «История России. 1985—2004 гг.» и «История современной России. 1992—2004 гг.», последний из которых с 1999 года является обязательным для студентов 4-года обучения. С 2004 года преподаёт на факультете мировой политики МГУ, автор спецкурсов («История внешней политики СССР в период разрядки международной напряжённости. 1970-е гг.», «История национальных отношений в СССР. Русский народ в национальной политике 1917—1993 гг.», «СССР в период перестройки. 1985—1991 гг.», «Политическая история Российской Федерации. 1992—1998 гг.»).
Область научных интересов А. С. Барсенкова — политическая история России последних десятилетий XX века. Под руководством А. С. Барсенкова подготовлены 60 дипломных работ и защищены три кандидатские диссертации.

## Основные работы

### Монографии и учебные пособия
- «Советская историческая наука в послевоенные годы. (1945—1955)». (1988)
- «Directory of Russian MPs. Who is who in the Russian Partliament» (L., 1992)
- «Политическая Россия сегодня. Президент. Правительство. Лидеры партий и движений. Справочник» (1993)
- «Политическая Россия сегодня. Высшая представительная власть. Справочник» (1993)
- «Русский народ в национальной политике XX в.» (1993)
- «Longman Biographical Directory of Decision-Makers in Russia and the Successor States» (L., 1993)
- «Федеральное собрание Российской Федерации. Справочник» (1997)
- «Реформы Горбачёва и судьба союзного государства (1985—1991)» (2001)
- «Введение в современную российскую историю (1985—1991)» (2002)
- «История России. 1917—2004» (2005, 3-е изд. 2010; в соавт. с А. И. Вдовиным)

### Статьи
- Подготовка исследователей истории советского общества (1946—1955) // Вестник Московского университета. Серия «История». 1982. № 4.
- Развитие историографии советского общества (1945—1955) // Вестник Московского университета. Серия «История». 1983. № 3.
- Научные центры по изучению истории советского общества (1946—1955) // Вестник Московского университета. Серия «История». 1984. № 6.
- Программа борьбы за всеобщую безопасность (XXVII съезд об узловых проблемах внешней политики СССР) // Вестник Московского университета. Серия «История». 1986. № 5.
- Обсуждение периодизации истории советского общества // Вестник Московского университета. Серия «История». 1986. № 5.
- Основные этапы изучения советского общества в исторической науке // Вестник Московского университета. Серия «История». 1990. № 2.
- Русский народ в межнациональных отношениях: к преодолению стереотипов // Вестник Московского университета. Серия «История». 1991. № 5.
- Историческая судьба русской нации в XX в.: русский вопрос в национальной политике // Вестник Московского университета. Серия «История». 1993. № 5. (в соавторстве с А. И. Вдовиным и В. А. Корецким)
- Политический кризис в СССР 19—21 августа 1991 г. // Вестник Московского университета. Серия «История». 2001 — № 3. (в соавт. с А. Ю. Шадриным)
- Российская осень 2004 г. глазами историка // Власть. 2005. № 1.
- Хрестоматия по новейшей истории России. 1917—2004 // Отечественная история. 2006. № 6.
- Изгнанники в своей стране: письма из советской ссылки 1920—1930-х гг. (По документам фонда «Е. П. Пешкова. Помощь политическим заключённым») // Новая и новейшая история. 2009. № 3. (в соавт. с А. Ю. Шадриным)
- Глобализация и мировая политика [рецензия на учебное пособие Г. А. Дробот «Мировая политика как феномен глобального мира» (М., 2010)] // Вестник Московского университета. Серия «Политические науки». 2011. № 4.
- «Новое мышление» во внешней политике СССР (1985—1991) // Вестник Московского университета. Серия «Международные отношения и мировая политика». 2012. № 1.

## Интересные факты
- А. С. Барсенков является героем нескольких юмористических рассказов писателя, кандидата исторических наук В. В. Мальцева[1][значимость факта?].

- В 2010 год учебное пособие А. С. Барсенкова и А. И. Вдовина «История России. 1917—2009» подверглось резкой критике со стороны ряда общественных деятелей и стало причиной скандала, переросшего рамки научных споров. Авторов критиковали за ксенофобию и национализм. Общественная палата РФ с подачи Н. Сванидзе провела специальное заседание, на котором обвинила книгу как экстремистскую[2]. В то же время ряд политиков и профессиональных историков выступили в защиту учебного пособия[3]. В результате активной общественной дискуссии, продолжавшейся несколько месяцев, исторический факультет МГУ провёл собственную экспертизу, по итогам которой счёл нецелесообразным использование данного пособия в учебном процессе «при сохранении в нём имеющихся недостатков»[4]. При этом в заключении комиссии было заявлено о недопустимости преследования учёных за их научные взгляды.